# Bárbara (futebolista)
Bárbara Micheline do Monte Barbosa (Recife, 4 de julho de 1988) é uma futebolista brasileira que joga como goleira. Iniciou sua carreira no Sport Club do Recife, no qual jogou por cinco anos. Jogou em clubes na Suécia e Alemanha. Defende o Melbourne City, da Austrália. Ela também estuda Enfermagem na Universidade Alto Vale do Rio do Peixe (UNIARP), em Caçador , Santa Catarina.

## Carreira
Ainda na juventude, disputou os Jogos Escolares de Pernambuco nas modalidades futsal e handebol. Em 2006, começou a carreira no Sport, onde ficou até 2008. No ano seguinte, migrou para a Suécia, para defender o Sunnana SK, então participante da Damallsvenskan. Permaneceu até 2010, quando o clube foi rebaixado. Voltou para o Sport, onde ficou até 2011, quando defendeu o Foz Cataratas. Em 2013, foi para a Alemanha defender o BV Cloppenburg, então na Frauen Bundesliga, ficando uma temporada e disputando apenas quatro partidas.
Sua primeira passagem pelo Kindermann foi em 2014, ficando até 2015, conquistando a Copa do Brasil (cuja última edição foi no ano seguinte). Teve passagens relâmpago pelo São Caetano, Botafogo da Paraíba e Foz Cataratas, até voltar para o Kindermann em 2017, antes da parceria com o Avaí, no início de 2019.

## Seleção Brasileira
Sua primeira participação na Seleção Brasileira foi no Mundial sub-20, realizado na Rússia, em que o Brasil ficou em terceiro lugar, com Bárbara defendendo dois pênaltis na disputa do bronze. Com a equipe principal, foi vice-campeã mundial em 2007, bicampeã pan-americana nas edições de 2007 (Rio de Janeiro) e 2015 (Toronto). Foi medalhista de prata no Pan de 2011 (Guadalajara) e nas Olimpíadas de 2008 (Pequim). Também atuou pela Seleção Universitária Brasileira na Universíada de 2013 em Kazan, onde faturou a medalha de bronze. Durante suas primeiras competições adultas foi reserva de Andréia Suntaque, até que durante Pequim 2008 foi escalada no terceiro jogo e se manteria titular pelo resto do torneio. Nos Jogos Olímpicos Rio 2016, em que o Brasil acabou em quarto, teve atuação marcante no jogo Brasil x Austrália, ocorrido no Mineirão. O exaustivo empate de 0 a 0 no tempo normal e prorrogação levou os times às cobranças de pênaltis. Após Marta perder um penal, Bárbara defendeu duas cobranças, derrotando as australianas por 7 a 6 e levando a  às semifinais daquela olimpíada.

## Vida pessoal
Bárbara é abertamente lésbica, tendo um relacionamento com sua parceira Lidiane.

## Títulos
Kindermann
- Copa do Brasil: 2015

Avaí/Kindermann
- Campeonato Catarinense: 2018

Seleção Brasileira
- Medalha de Ouro nos Jogos Pan-Americanos: Rio 2007 e Toronto 2015
- Campeonato Sul-Americano Sub-20: 2010
- Copa América: 2018

Campanhas de Destaque
- Medalha de Bronze no Campeonato Mundial sub-20: 2006
- Vice-campeã na Copa do Mundo: 2007
- Medalha de Prata nos Jogos Olímpicos: Pequim 2008
- Medalha de Prata nos Jogos Pan-Americanos: 2011
- Medalha de Prata na Universíada: Kazan 2013

Prêmios individuais
- Melhor goleira do Brasileirão Feminino A-1